# Silvi Polemi
Salvi o Silvi Polemi, en llatí Salvius o Sylvius Polemius, fou un escriptor romà del segle v.
Fou l'autor d'un calendari sagrat anomenat Laterculus s. Index Dierum Festotrum, datat el 448, en el que inclou les festes paganes i cristianes. Se'l suposa bisbe de Martigny al Valais. L'obra només es conserva en part.